# 中寺 (大阪市)
中寺（なかでら）は、大阪府大阪市中央区の町名。現行行政地名は中寺一丁目および中寺二丁目。

## 地理
大阪市中央区の南部に位置する。北は谷町7丁目、東は谷町八丁目および九丁目、西は瓦屋町・高津、南は千日前通を挟んで天王寺区生玉町にそれぞれ接する。
谷町筋 - 松屋町筋間の寺院が集中する地域の北西端に位置する。上町台地の西斜面に掛かっており、1丁目と2丁目の境界に地蔵坂と呼ばれる道路が横断する。

## 歴史
大坂の陣後、松平忠明による大坂市中の寺院整理によって形成された寺町の一つ、生玉筋中寺町（24ヶ寺）が大半を占める。1873年（明治6年）に西成郡西高津村へ編入された。
- 1889年（明治22年）4月1日 西高津村が東成郡へ転属の上単独で町村制を施行し、東成郡西高津村となる。
- 1897年（明治30年）4月1日 大阪市へ編入され、東区西高津となる。
- 1900年（明治33年） 西高津中寺町の町名が成立。
- 1925年（大正14年）4月1日 天王寺区へ転属。
- 1943年（昭和18年）4月1日 南区へ転属。
- 1944年（昭和19年） 「西高津」の冠称を廃し、中寺町に改称。
- 1982年（昭和57年） 中寺1 - 2丁目の現行行政地名に改編。
- 1989年（平成元年）2月13日 東区と南区の合区により、中央区へ転属。

### 町名の由来
東に谷町筋八丁目寺町、南西に下寺町・生玉寺町という寺町があり、真ん中に位置する寺町であることから中寺の呼称が生じた。なお、中寺筋を南へ進んだ所に生玉中寺町（12ヶ寺）という寺町もある（現在の天王寺区生玉町の南東部および同区生玉寺町の北東部）。

## 寺町
生玉筋中寺町（24ヶ寺）
- 本行寺
- 蓮成寺
- 妙寿寺
- 宝泉寺
- 福泉寺
- 法性寺
- 法雲寺
- 江國寺
- 本経寺
- 久成寺
- 本覚寺
- 常國寺
- 妙堯寺
- 妙徳寺
- 薬王寺
- 大雲寺
- 本要寺
- 雲雷寺
- 禅林寺
- 顕孝庵
- 大倫寺
- 円妙寺
- 正法寺
- 蓮光寺

## 世帯数と人口
2019年（平成31年）3月31日現在の世帯数と人口は以下の通りである。
| 丁目       | 世帯数  | 人口  |
| ---------- | ------- | ----- |
| 中寺一丁目 | 179世帯 | 398人 |
| 中寺二丁目 | 216世帯 | 319人 |
| 計         | 395世帯 | 717人 |

### 人口の変遷
国勢調査による人口の推移。
| 1995年（平成7年）  | 364人 | [ 5 ] |  |
| 2000年（平成12年） | 465人 | [ 6 ] |  |
| 2005年（平成17年） | 406人 | [ 7 ] |  |
| 2010年（平成22年） | 654人 | [ 8 ] |  |
| 2015年（平成27年） | 720人 | [ 9 ] |  |

### 世帯数の変遷
国勢調査による世帯数の推移。
| 1995年（平成7年）  | 171世帯 | [ 5 ] |  |
| 2000年（平成12年） | 244世帯 | [ 6 ] |  |
| 2005年（平成17年） | 224世帯 | [ 7 ] |  |
| 2010年（平成22年） | 347世帯 | [ 8 ] |  |
| 2015年（平成27年） | 391世帯 | [ 9 ] |  |

## 事業所
2016年（平成28年）現在の経済センサス調査による事業所数と従業員数は以下の通りである。
| 丁目       | 事業所数 | 従業員数 |
| ---------- | -------- | -------- |
| 中寺一丁目 | 33事業所 | 395人    |
| 中寺二丁目 | 31事業所 | 119人    |
| 計         | 64事業所 | 514人    |

## 交通

### 鉄道
- 谷町九丁目駅 Osaka Metro 谷町線
- 大阪上本町駅 近畿日本鉄道

### 道路
主要地方道
- 大阪府道702号大阪枚岡奈良線（千日前通）

## その他

### 日本郵便
- 〒542-0065[3]（集配局：大阪南郵便局[11]）